# Lady Grey (Sudafrica)
Lady Grey è un centro abitato del Sudafrica, situato nella provincia del Capo Orientale.